# Faradsj Karajev
Faradsj Kara Ogly Karajev (azeri: Fərəc Qara oğlu Qarayev, russisk: Фарадж Кара́ оглы Кара́ев, tr. Faradsj Kará ogly Karájev; født 19. december 1943 i Baku, Aserbajdsjanske SSR, Sovjetunionen) er en aserbajdsjansk komponist. Karajev som er søn af Kara Karajev, studerede komposition i sin fars kompositionsklasse på Bakus Musikkonservatorium og fik afgangseksamen (1966). 
Han har skrevet en symfoni "Farewell" til minde om sin fader (1981/82), orkesterværker, en klaverkoncert, kammermusik, klaverstykker etc. 
Karajev er inspireret af Igor Stravinskij og Anton Webern men bruger også seriel teknik og minimalisme som elementer i sin musik. Han har senere brugt aserbajdsjansk folklore som inspiration i sine kompositioner. 

## Udvalgte værker
- Farvel Symfoni (nr.1) (1980-1982) - for orkester
- Klaverkoncert (1974) - for klaver og kammerorkester
- Concerto Grosso - "Til minde om Anton Webern" (1967) - for orkester
- Kaleidoskop (1971) -  ballet